# Сайрам
Сайрам (каз. Сайрам) — мікрорайон міста Шимкент, колишнє село, Південно-Казахстанської області Казахстану.
Розташований на річці Сайрам-Су.
Населення за переписом 2009 року складало 32 757 осіб (був третім за чисельністю населення сільським населеним пунктом Казахстану). Основне населення становлять узбеки (близько 95 % жителів), також проживають казахи та ін.
Історичний центр Сайрама є пам'яткою містобудівної культури Середньої Азії IX—XIX століть. Сайрам — місце народження суфія Ходжі Ахмеда Ясаві.
У Сайрамі діє 7 загальноосвітніх шкіл, 1 широкопрофільна гімназія, школа-інтернат та спеціальна школа.
Також працює краєзнавчий музей.

## Історія
У ранньому середньовіччі і до XIII століття Сайрам був відомий під назвою Ісфіджаб.
Перша згадка про нього з'являється в географічному праці китайського автора Сюаньцзана в 629 ріку.
У 893 році Ісфіджаб був включений до складу держави Саманідів.
У 990 році він перейшов в руки династії Караханідів і залишався у складі їх держави до приходу каракитаїв у 1141 році.
Із XIII століття місто відоме під назвою Сайрам.
У 1220 році був захоплений монголами Чингісхана.
У 1224-1340-х роках входив до складу Чагатайського улусу.
Із 2013 року Сайрам входить до складу міста Шимкент.

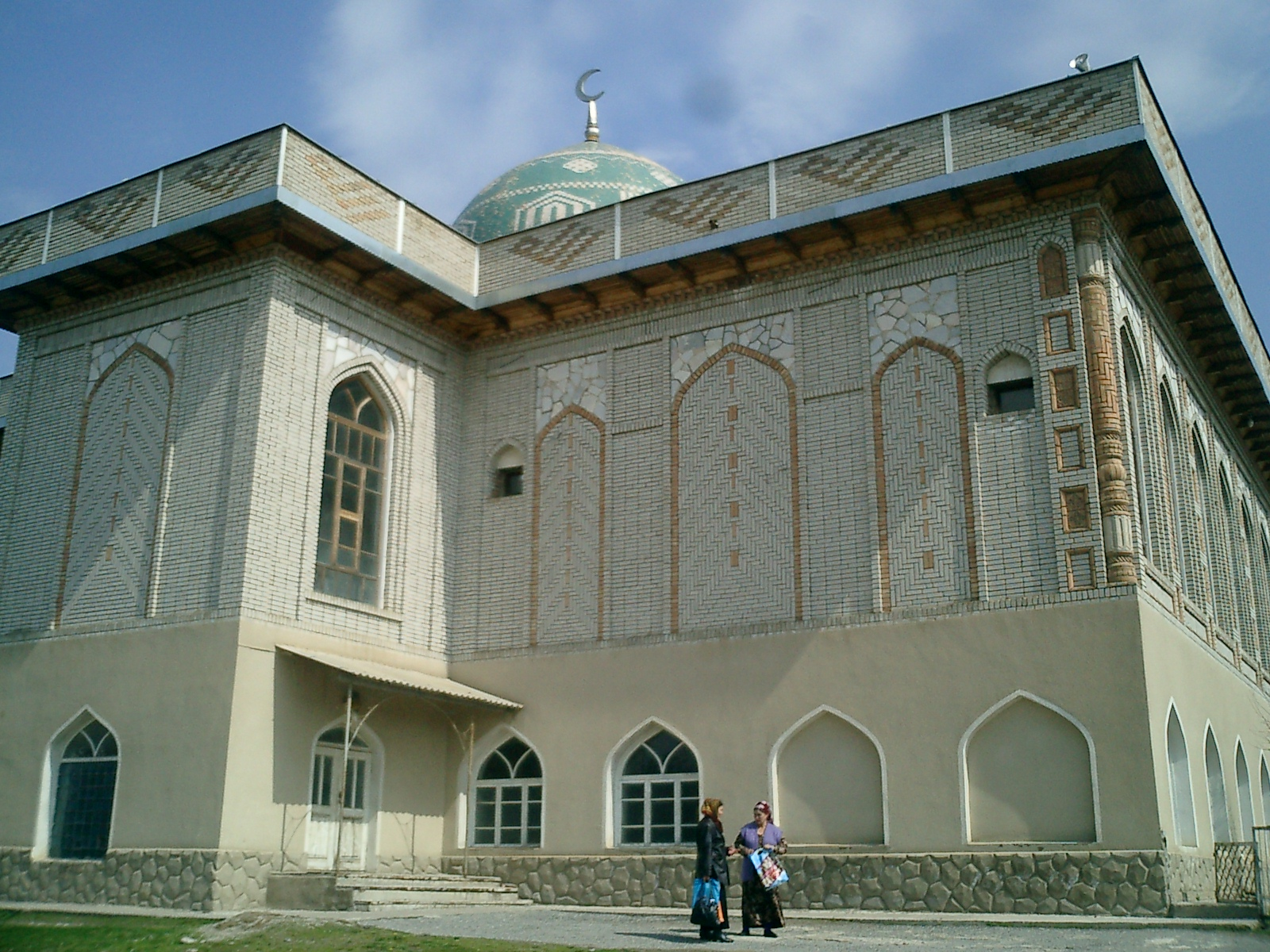
Головна мечеть Сайрама
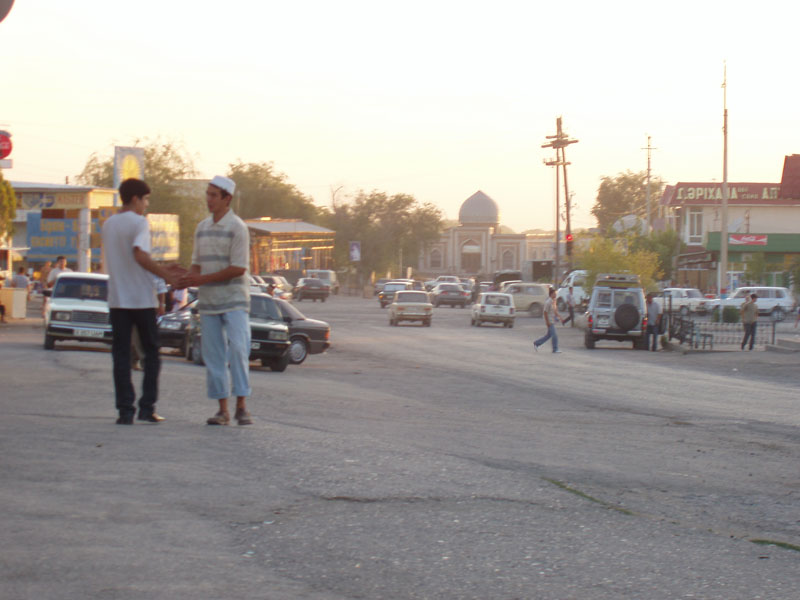
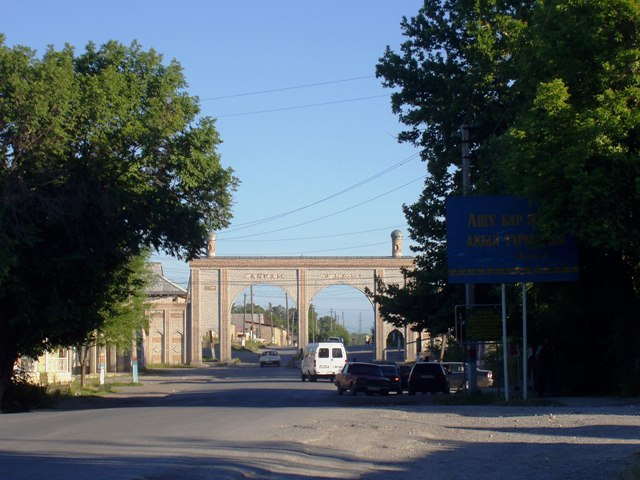
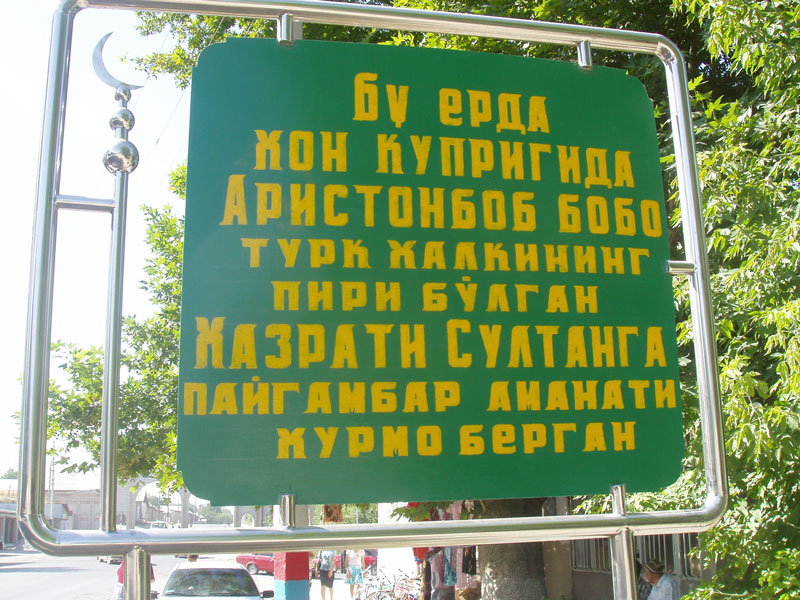
Придорожній напис у Сайрамі (узбецькою) "Тут на цьому ханському мосту Аристан баб передав святому тюркського народу Хазрет Султану аманат пророка на зберігання"